# Lewanika

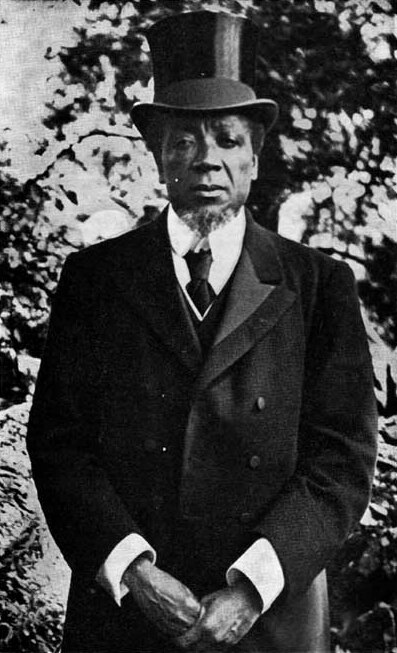
Lewanika durante su visita a Edimburgo, 1902.

Lewanika (1842–1916) (también conocido como Lubosi Lewanika o Lewanika I ) fue el Lozi Litunga
(rey) de Barotselandia desde 1878 a 1916 (con una brecha entre 1884-5). Una detallada descripción del Rey 'Lubossi' puede ser encontrada en el diario de viaje del portugués Alexandre de Serpa Pinto de 1878-1879 "Cómo atravesé África".
En diciembre de 1882 el misionero Frederick Stanley Arnot llegó a Lealui, la capital de Barotselandia, después de haber atravesado el desierto del Kalahari desde Botsuana. El rey Lewanika lo retuvo por los próximos 18 meses, luego le permitió moverse, pero en dirección al oeste en vez de al este como tenía planeado. Mientras estaba detenido, Arnot le enseñó a los hijos del rey a leer y algo del evangelio. Arnot estaba presente cuando Lewanika recibió una propuesta de los Ndebele de una alianza para resistir a los blancos. Arnot pudo haber ayudado a Lewanika a ver las ventajas de un protectorado británico en lo que a términos de riqueza y seguridad eso podía proveerle. Arnot dejó Bulozi en 1884 para recuperar su salud y escapar de la rebelión contra Lewanika. Lewanika dejó a Barotselandia, ahora parte de Zambia, bajo control británico en 1890, cuando acordó con Cecil Rhodes que la región se convierta en un protectorado bajo la British South Africa Company (BSAC). Sin embargo, pronto se sintió defraudado por su mujer.
En 1902, Lewanika visitó Londres por la coronación del Rey Eduardo VII y de la Reina Alexandra,donde fue tratado con respeto y tuvo una audiencia con el Rey Eduardo y un encuentro informal con el Príncipe de Gales.
Cuando se le preguntó qué podría discutir con la soberanía británica, dijo "Cuando los reyes nos encontramos siempre tenemos mucho de qué hablar".
El cuarto hijo de Lewanika, Mbikusita, reinó como Litunga desde 1968 to 1977 como Lewanika II. El nombre Lewanika es usado como parte del apellido, por ejemplo por el hijo de Lewanika II, Akashambatwa Mbikusita-Lewanika , un hombre de Estado de Zambia o Inonge Mbikusita-Lewanika, un embajador de la República de Zambia en los Estados Unidos.